# Bigcityboi
"Bigcityboi" (cách điệu là "BIGCITYBOI") là một bài hát của rapper, ca sĩ kiêm sáng tác nhạc người Mỹ gốc Việt Binz hợp tác với nhà sản xuất Touliver. Bài hát được phát hành dưới dạng đĩa đơn độc lập cùng với video âm nhạc đi kèm vào ngày 5 tháng 7 năm 2020. Bài hát đạt được những thành công đáng kể trên các bảng xếp hạng nhạc số, bao gồm vị trí #2 trên tab thịnh hành YouTube Việt Nam và các bảng xếp hạng của Spotify, Apple Music và iTunes, chỉ đứng sau "Có chắc yêu là đây" của Sơn Tùng M-TP. Bài hát đạt giải "Hòa âm phối khí" và "Bài hát hiện tượng" tại Giải thưởng Làn Sóng Xanh 2020.

## Bối cảnh và phát hành
Tối ngày 1 tháng 7 năm 2020, Binz tung teaser cho video âm nhạc "Bigcityboi", đánh dấu sự trở lại của anh sau 6 tháng kể từ đĩa đơn "OK"... Teaser được đánh giá có nhiều bối cảnh hoành tráng, được Binz xác nhận sẽ phát hành vào ngày 5 tháng 7. Khi được báo chí hỏi về tác phẩm ra mắt cùng ngày là "Có chắc yêu là đây" của Sơn Tùng M-TP. Binz trả lời rằng:
| “ | Tôi không lo lắng về vấn đề này. Tôi chỉ quan tâm về chất lượng sản phẩm của mình. | ” |

## Video âm nhạc
Video âm nhạc cùng đĩa đơn được phát hành vào lúc 20 giờ ngày 5 tháng 7. Sau khi phát hành, MV đã đạt hơn 4,3 triệu lượt xem trong 24 giờ đầu, nhảy lên vị trí á quân tab trending YouTube Việt Nam. MV tái hiện hình ảnh của Binz qua nhiều giai đoạn, từ khi còn bé đến lúc trưởng thành. Bigcityboi sẽ xuất hiện trong 'Biệt đội đánh thuê 4' vào năm 2023.

## Sáng tác
Sản phẩm này là sự kết hợp của Touliver và Binz với dòng nhạc hip hop sở trường của cả hai. Binz cho biết đây là một sản phẩm âm nhạc thử nghiệm, bao gồm rap và flow (tiết tấu của bản nhạc rap), không có giai điệu, mà còn ở cách “chơi chữ” sáng tạo, thú vị và dễ tạo xu hướng của anh: "nghiện thuốc có thể Lào Cai nhưng nghiện em không thể nào cai, không lòng vòng anh như Hải Phòng, không cần vội em như Hà Nội, cần em như anh Cần Thơ..."

## Diễn biến thương mại
Bài hát đạt được những thành công đáng kể trên các bảng xếp hạng nhạc số, bao gồm vị trí #2 trên tab thịnh hành YouTube Việt Nam và các bảng xếp hạng của Spotify, Apple Music và iTunes, chỉ đứng sau "Có chắc yêu là đây" của Sơn Tùng M-TP. Trên bảng xếp hạng của Zing MP3 theo thời gian thực, bài hát đã đạt vị trí quán quân.

## Xếp hạng
| Bảng xếp hạng (2020)      | Vị trí cao nhất |
| ------------------------- | --------------- |
| Việt Nam Hot 14 (Kênh 14) | 3               |